# Wieselstein
Wieselstein – szczyt w grupie Tennengebirge, części Północnych Alp Wapiennych. Leży w Austrii w kraju związkowym Salzburg. Szczyt można zdobyć ze schronisk Stefan-Schatzl-Hütte i Leopold-Happisch-Haus.